# Doc Severinsen
Pour les articles homonymes, voir Doc.
Doc Severinsen (Carl Hilding Severinsen),  né le 7 juillet 1927 à Arlington dans l'Oregon, est un trompettiste et chef d'orchestre de jazz américain.

## Biographie
Fils d’un dentiste, ce qui lui vaut très tôt le surnom de « Little Doc », il commence à apprendre la musique à l’âge de 7 ans. Encore lycéen, il fait une tournée d’été avec l’orchestre de Ted Fio Rito.
Après ses études, il joue dans les big bands de Tommy Dorsey, Charlie Barnet, Benny Goodman et Noro Morales. En 1949, il s’installe à New York où il est « staff musician » pour la chaîne radiophonique NBC et musicien de studio.
En 1952, il est engagé par Skitch Henderson pour jouer dans l’orchestre qui accompagne le show télévisé de Steve Allen.
En 1962, il est codirecteur, avec Skitch Henderson, de l’orchestre du « Tonight Show » de Johnny Carson. À partir de 1967 à 1992, il en assure seul la direction, devenant une véritable « institution », « le » trompettiste de jazz, pour le grand public américain.
Parallèlement à sa carrière à la télévision, il est très actif dans les studios. Il participe comme musicien de pupitre à un nombre impressionnant d’enregistrements tous styles confondus (variété instrumentale, pop, rhythm and blues, disco …).
En ce qui concerne le jazz, il participe comme sideman à de nombreuses séances. Dans les années 1960, il est sous contrat avec le label « Command » pour lequel il enregistre comme leader d’un big band une série d’albums dans la tradition du « swing » (souvent sur des arrangements de Dick Hyman), mais aussi, à la tête de combos, des disques d’esthétique bebop. En 70, il est sous contrat avec « RCA » puis, en 1975, avec « Epic » . Il continue à enregistrer des disques de jazz swing ou bebop mais aussi des albums de jazz fusion.
À partir de 1992, date où il abandonne le « Tonight Show », il monte un big band où l’on peut entendre parfois jazzmen Conte Candoli, Snooky Young, Ernie Watts, Bill Perkins, Ross Tompkins et Ed Shaughenessy. Il enregistre aussi des pièces du répertoire classique avec des orchestres symphoniques. Il anime des « clinics » dans des universités et écoles de musique. Par ailleurs, il participe à la conception de trompettes et bugles (modèles « Destino ») pour la marque de lutherie allemande « Kanstul ».

## Style
Doc Severinsen est un « musicien caméléon » bien que perpétuant en l’adaptant à des contextes variés (du swing au jazz fusion en passant par la variété) le style de trompette pratiqué par Harry James et les trompettistes de big bands d’avant guerre.
Pratiquement inconnu en Europe, snobé par la critique français, il est probablement l'un des trompettistes les plus appréciés par le public américain (« greatest trumpet player of all-time » - sic - affirmation assez contestable) du fait d'avoir animé pendant des années les orchestres de shows télévisés. Pourtant, loin de n’être qu’un simple « entertainer » opportuniste, Doc Severinsen est aussi un soliste de jazz intéressant.